# 아자젤

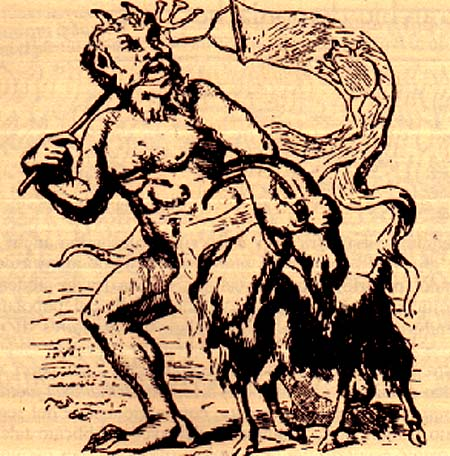
자젤 (1825년판 지옥의 사전 삽화)

아자젤(히브리어: עֲזָאזֵל, 아랍어: عزازيل)은 구약 성서 레위기 16장 속죄일 의식에 대한 묘사 속에서 언급되는 명사이다. 또한 묵시적 문학과 랍비 문학에 아자젤이라는 타락천사가 등장한다.
아자젤은 속죄 염소(scape goat)라는 의미를 내포하고 있으며, 유대교에서 죄를 지었을 때 이는 아자젤의 일이요,라는 전승이 있다. 속죄 양과 속죄 염소의 다른 점은 염소는 악마의 상징에서 대신 바쳐지는 악마, 라는 속성도 띄고 있으며,
에녹서에서 watcher 천사 계급 중 Samyaza(먼저 태어난 이,늙은 이)가 다른 200의 천사들과 함께 내려올 때 스스로 이름을 지어 떨어진 이유로, 또한 Samyaza가 이 이름에 대한 책임은 내가 지겠소, 라는 한 명목으로 그의 별명인 Ouza와 Azza의 유사성을 통해 Azazel과 합일된 이름이 되어 공통 명목으로 순례자가 되었으므로 일종의 대속 의식(악성을 대신 처벌받는 것)의 의미의 Scapegoat 성향을 띈다.

## 같이 보기
- 바포메트
- 마갈궁
- 에아
- 루시퍼
- 사마엘